# Nationalisme afghan

Le tricolore Noir-Rouge-Vert, symbole traditionnel du nationalisme afghan

Le nationalisme afghan est la croyance ou l'affirmation que le peuple afghan forme une nation. Les nationalistes afghans promeuvent l'intégration culturelle de toutes les personnes vivant en Afghanistan. Le concept de nationalisme afghan recoupe politiquement le nationalisme pachtoune, car ce dernier favorise les idées d'un « Grand Afghanistan » (c'est-à-dire qu'il revendique les parties pachtounes du Pakistan pour l'Afghanistan). Cependant, les nationalistes afghans ne revendiquent pas toujours les parties pachtounes du Pakistan.

## Histoire
Il a été soutenu que le nationalisme afghan a ses racines dans les années 1901-1929. Une grande partie du nationalisme de l' Afghanistan est enracinée dans le postcolonialisme , qui survient après l'indépendance de l'Émirat d'Afghanistan de l'Empire britannique en 1919 après la troisième guerre anglo-afghane. Le nationalisme afghan a également été décrit comme une cause de la guerre soviéto-afghane en raison de la lutte des moudjahidines afghans contre ce qu'ils ont appelé le « néocolonialisme soviétique ». Le nationalisme afghan a également été associé aux talibans. En République islamique d'Afghanistan, le nationalisme afghan ou le patriotisme afghan était décrit comme incroyablement faible. Les Saqqawistes étaient également considérés comme des nationalistes afghans, bien qu'ils soient davantage des nationalistes tadjiks.
Le nationalisme afghan est devenu de plus en plus important à la fin des années 1980 sous Mohammed Najibullah. L'idéologie du parti au pouvoir s'était progressivement transformée en une recherche d'unité pan-afghane contre ce qu'on appelait la menace posée par le Pakistan.

## Croyances
Les nationalistes afghans ont, du moins historiquement, tenté de construire une identité nationale afghane en tant que peuple afghan uni avec une culture et une histoire communes. Les nationalistes afghans ont tendance à avoir des positions conservatrices de droite comme celles du Mouvement islamique des talibans.